# Zsírsavak mono- és digliceridjei

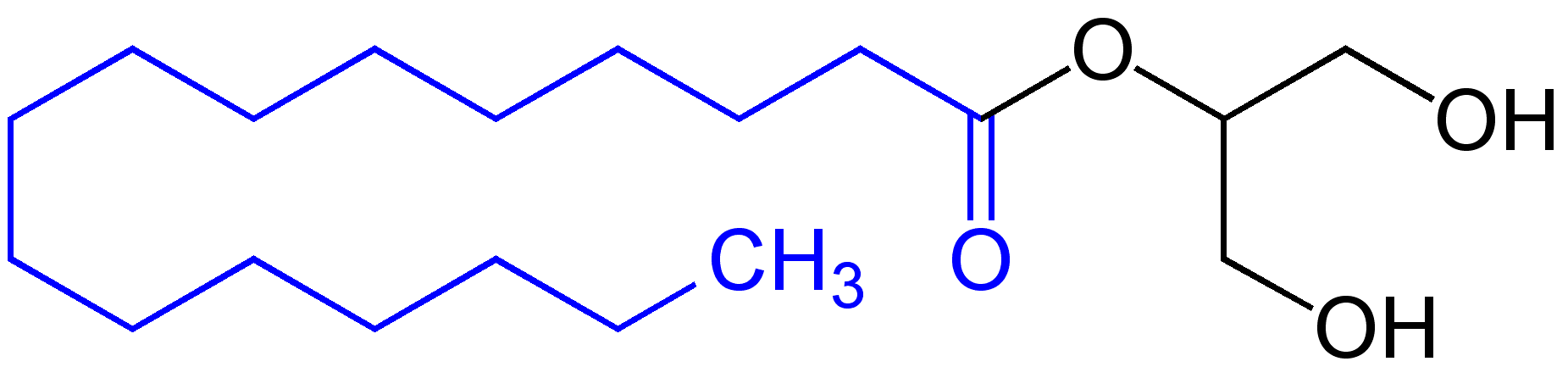
Zsírsavak monogliceridjei

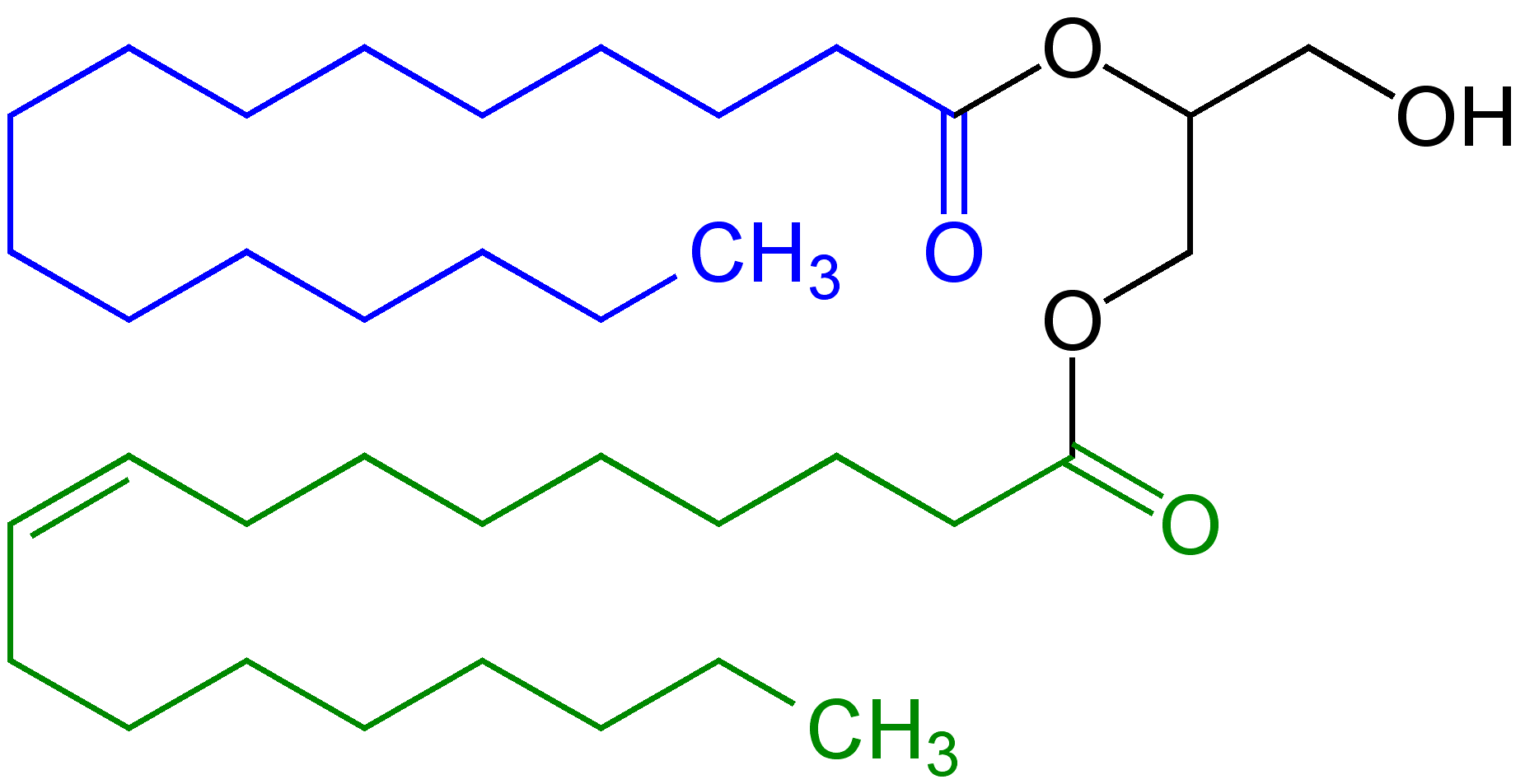
Zsírsavak digliceridjei

A zsírsavak mono- és digliceridjei általában növényi eredetű zsírsavakból álló, mesterségesen előállított keverék. Főként gliceril-monosztearátot, gliceril-disztearátot tartalmaznak. A zsírsavak általában növényi eredetűek, de az állati eredet sem zárható ki. Az állati eredetről kizárólag a gyártó adhat felvilágosítást, ugyanis ezek a növényi és állati eredetű zsírsavak kémiailag tökéletesen megegyeznek.

## Élelmiszeripari felhasználásuk
Emulgeálószerként és stabilizálószerként számos élelmiszerben megtalálhatóak, E471 néven.
Élelmiszerekben különböző szerves savakkal alkotott észtereik is megtalálhatók. Lásd zsírsavak mono- és digliceridjeinek észterei.

## Egészségügyi hatások
Napi maximum beviteli mennyiség nincs meghatározva. Allergén és toxikus hatások nem ismertek. A szervezetben más zsírokhoz hasonlóan lebomlanak.